# Cyrtandra cupulata
Cyrtandra cupulata är en tvåhjärtbladig växtart som beskrevs av Ridley. Cyrtandra cupulata ingår i släktet Cyrtandra och familjen Gesneriaceae. Inga underarter finns listade i Catalogue of Life.